# District de Fenoarivo Atsinanana
Le district de Fenoarivo Atsinanana (également appelé en français : Fénérive-Est) est un district de la région d'Analanjirofo, dans la province de Tamatave, situé dans le nord-est de Madagascar.

## Économie
C'est la région du giroflier, à partir duquel les paysans cueillent : les bourgeons de la fleur, les clous de girofle utilisé comme épice dans la cuisine, et distillent les feuilles pour obtenir « l'essence de girofle », huile essentielle utilisée en pharmacopée.